# Hydrocolus heggiensis
Hydrocolus heggiensis là một loài bọ cánh cứng trong họ Bọ nước. Loài này được Ciegler miêu tả khoa học năm 2001.